# Die Geisterjagd
Die Geisterjagd er en tysk stumfilm fra 1918 af Johannes Guter.

## Medvirkende
- Esther Carena som Juanita
- Ernst Laskowski
- Ernst Reicher som Stuart Webbs
- Frida Richard
- Lina Salten